# La Walck
La Walck é uma ex-comuna francesa na região administrativa de Grande Leste, no departamento Baixo Reno. Estendeu-se por uma área de 0,68 km². Em 2010 a comuna tinha 1 147 habitantes (densidade: 1 686,8 hab./km²).419 hab/km².
Em 1 de janeiro de 2016 foi fundida com as comunas de Pfaffenhoffen e Uberach para a criação da nova comuna de Val-de-Moder.